# Place Saint-Remacle
La place Saint-Remacle est la place principale et un centre d'activité de la ville belge de Stavelot (sud-est de la province de Liège). Cette grande place pittoresque fait l'objet d'un classement depuis le 1er octobre 1976.

## Localisation et description
La place se situe dans le centre historique de la ville de Stavelot en rive gauche de l'Amblève, à plus ou moins 350 m de la rivière et environ 200 m de l'abbaye de Stavelot. De forme rectangulaire, elle a une longueur d'environ 80 mètres et une largeur d'environ 45 mètres soit une superficie d'approximativement 3 300 m2. La place, pavée et en pente, possède en son centre une fontaine datée de 1769 surmontée du perron, symbole de la ville, capitale de l'ancienne principauté de Stavelot-Malmedy.
Sept voies pavées aboutissent à la place : sur la partie haute de la place, aboutissent la ruelle Delbrouck et la rue Chaumont au nord-ouest ainsi que la rue Haute au nord tandis que la partie basse de la place communique avec la rue Basse au sud-est, une étroite ruelle (sans nom ?) à gauche de l'hôtel de ville, la rue Général Jacques et la place du Vinâve au sud.

## Odonymie
La place rend hommage Remacle de Stavelot né vers 600 et mort aux environs de 669. Il est le fondateur de l'abbaye de Stavelot en 651.

## Historique
L'époque de la création de la place n'est pas connue mais remonte très certainement au Moyen Âge où elle servait de lieu de marché. L'incendie de la ville en 1689 et sa destruction par les troupes de Louis XIV a permis la reconstruction pendant les années qui suivirent d'une partie des immeubles actuels.
L'aménagement actuel date de 1769. Les dimensions de cette place témoignent de l'importance du marché rural qui s'y tenait autrefois.

## Architecture et monuments
Les quatre côtés comptent au total une trentaine d'immeubles dont quatorze du côté nord-est. La plupart ont été érigés à la fin du XVIIe siècle, au cours du XVIIIe siècle et du XIXe siècle et sont repris à l'inventaire du patrimoine culturel immobilier de la Wallonie. Les rez-de-chaussée n'ont pas souvent été transformés à des fins commerciales. Ces immeubles de trois niveaux (deux étages) comptent généralement deux, trois ou quatre travées et les façades sont fréquemment recouvertes d'ardoises aux étages mais ne possèdent pas de colombages contrairement aux rues adjacentes.
Ces habitations souvent construites à la fin du XVIIe siècle occupent les numéros 3, 4, 5, 8, 9, 10, 12, 13, 14 (du côté nord-est), 17, 19 et 20 (côté nord-ouest, sommet de la place) et 21 à 28 (côté-sud-ouest).
Sur la partie basse de la place, se dresse l'hôtel de ville (no 32), de construction récente, ainsi que la maison Jaspar de Susleau, du nom d'un échevin de la Haute Cour et collecteur général de la Principauté, une imposante bâtisse construite en 1694 en brique enduite et pierre calcaire et qui occupe le coin sud de la place (nos 30/31).

## Activités
Un marché a lieu tous les jeudis.
La place sert de rondeau final à la laetare de Stavelot, le carnaval de la ville.

## Galerie

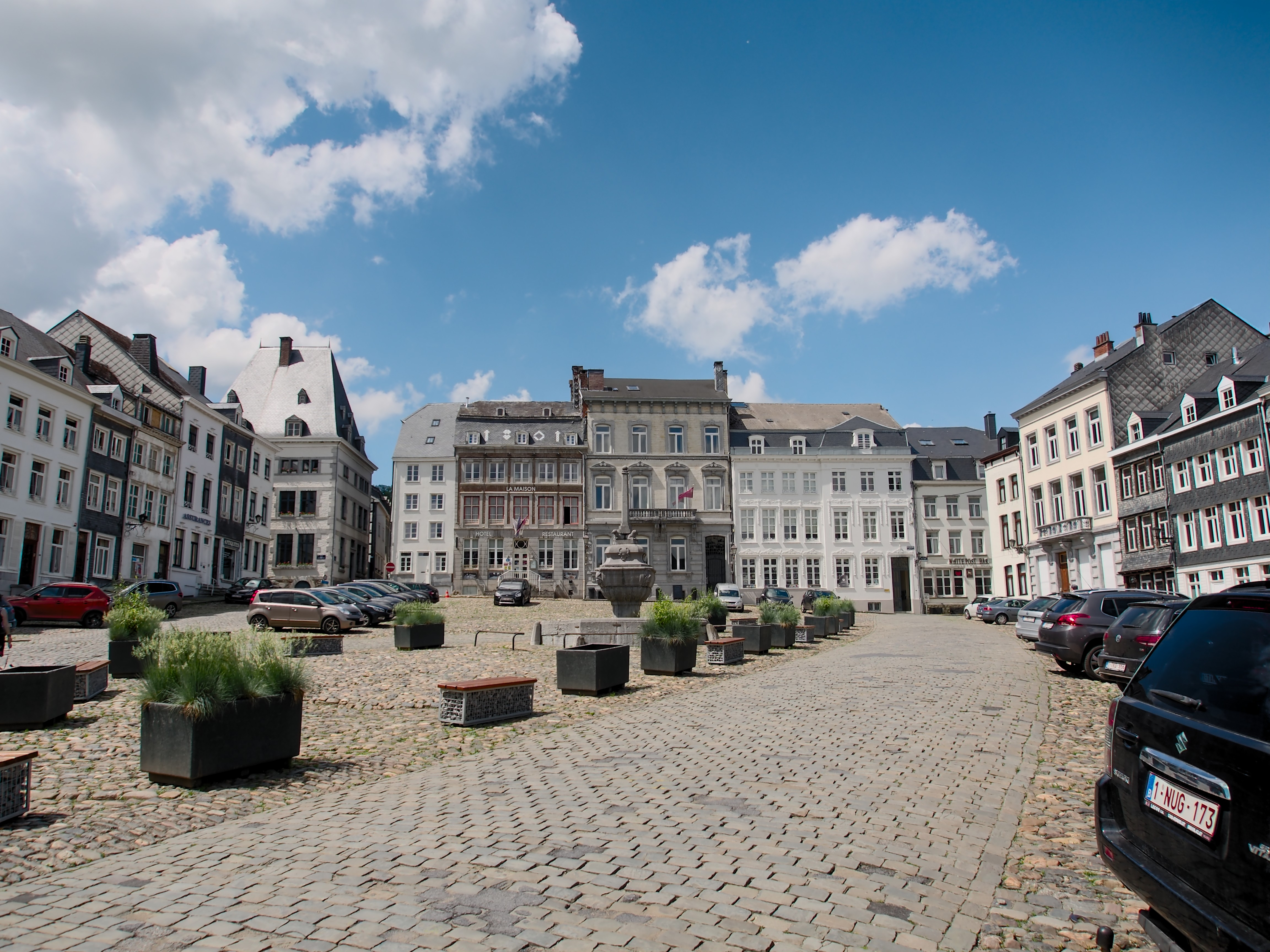
Place Saint-Remacle
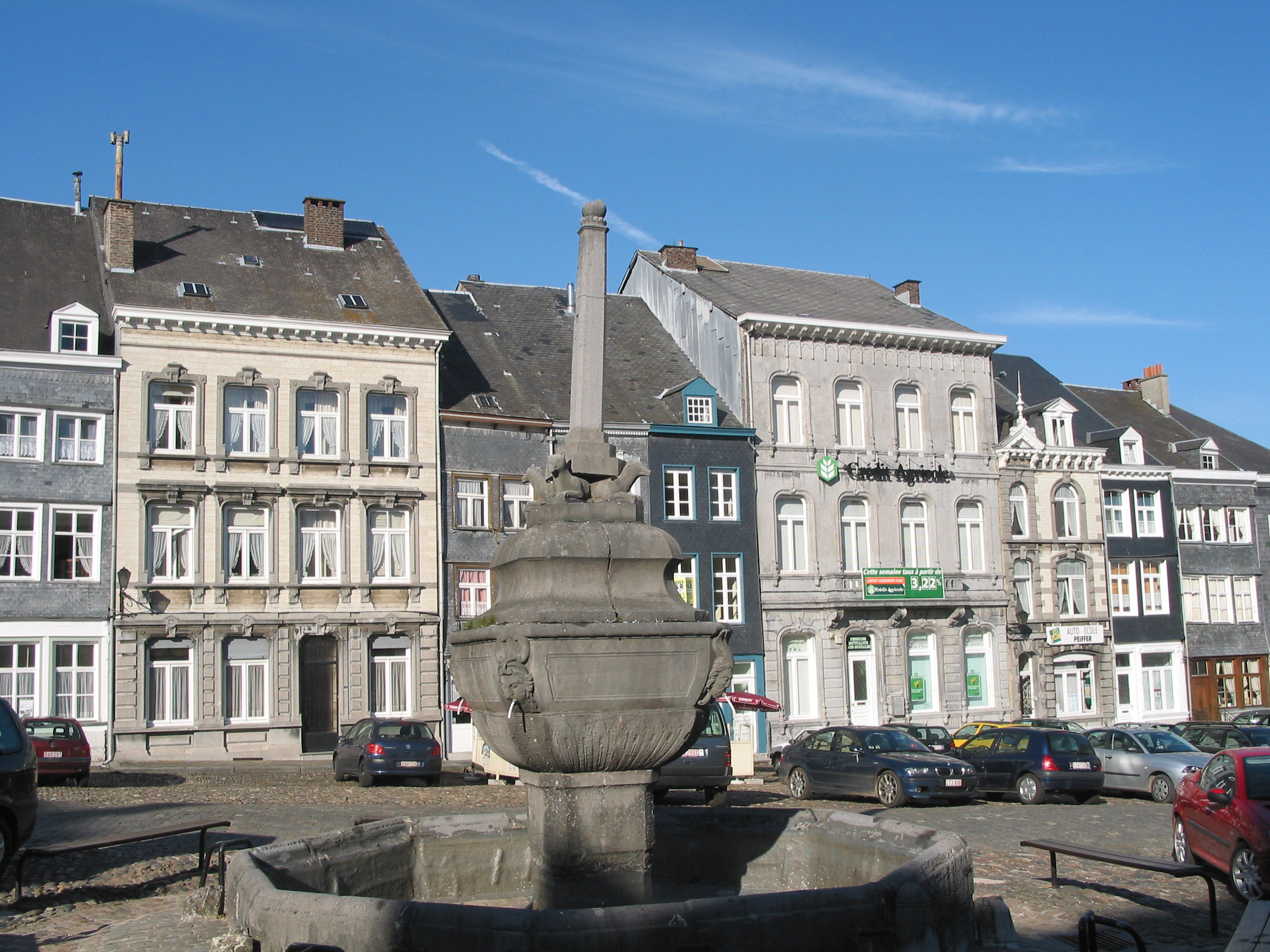
Fontaine et perron de Stavelot
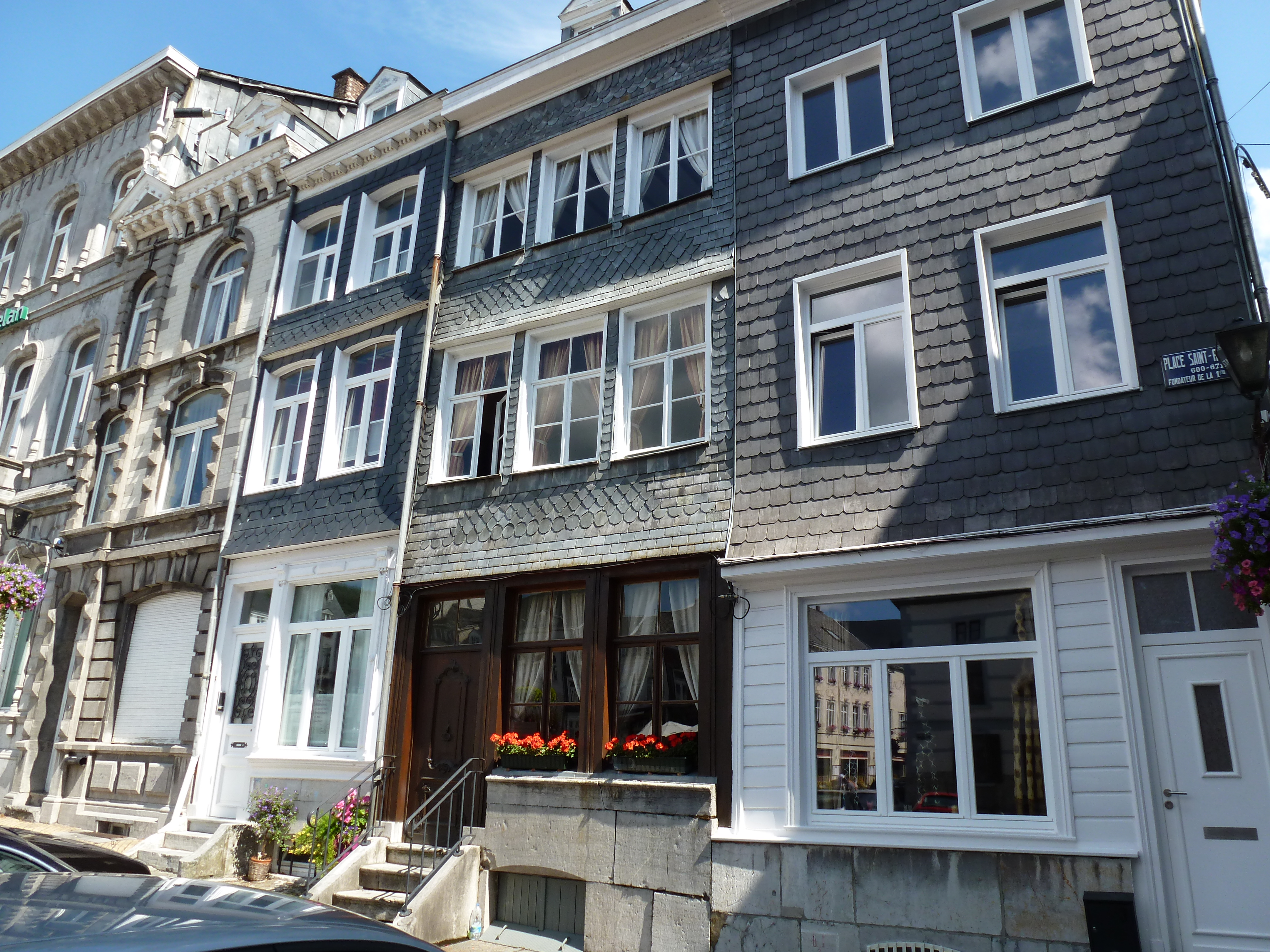
de gauche à droite : nos 6,5,4,3
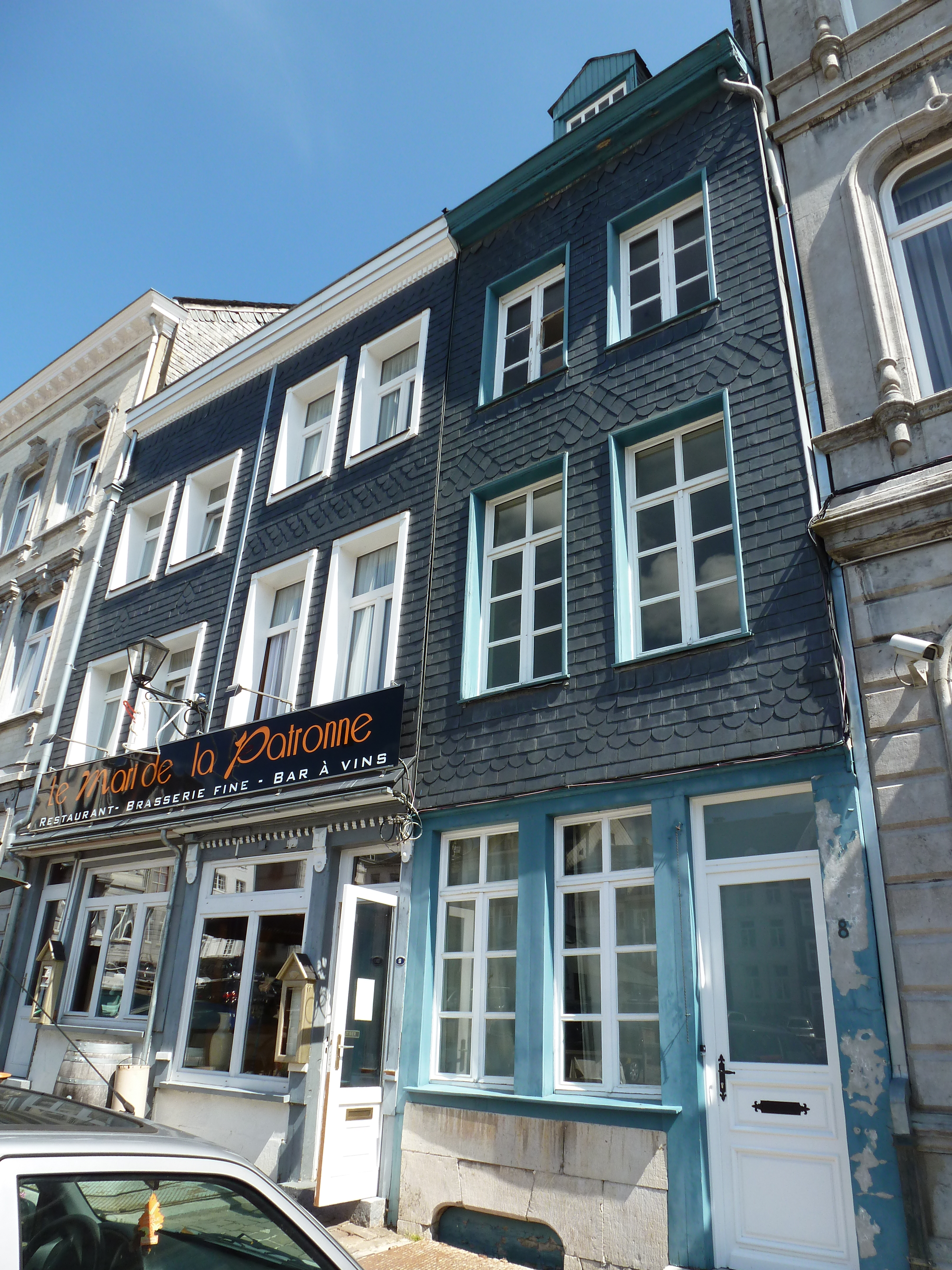
de gauche à droite : nos 10,9,8
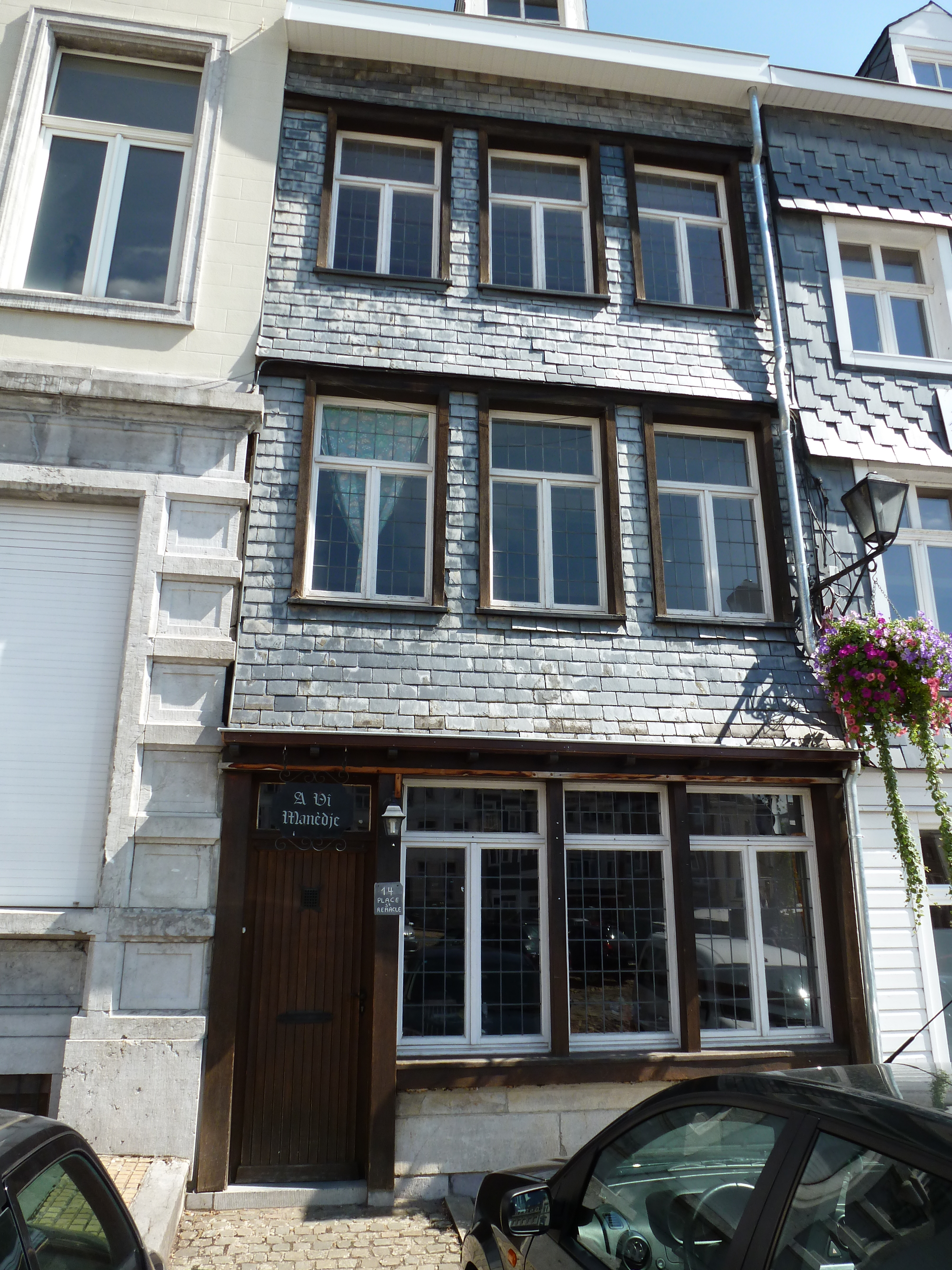
n°14
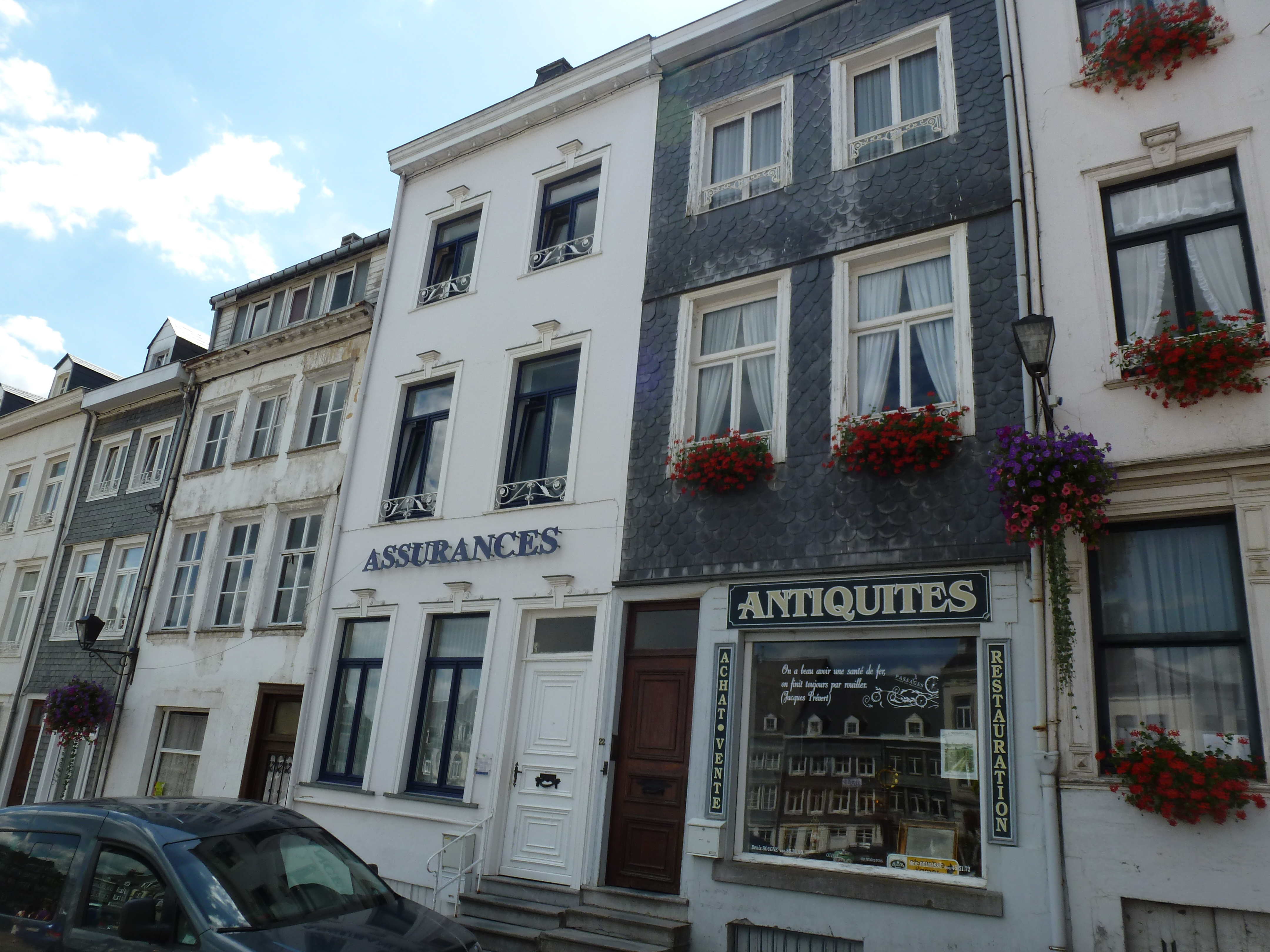
de gauche à droite : nos 25,24,23,22
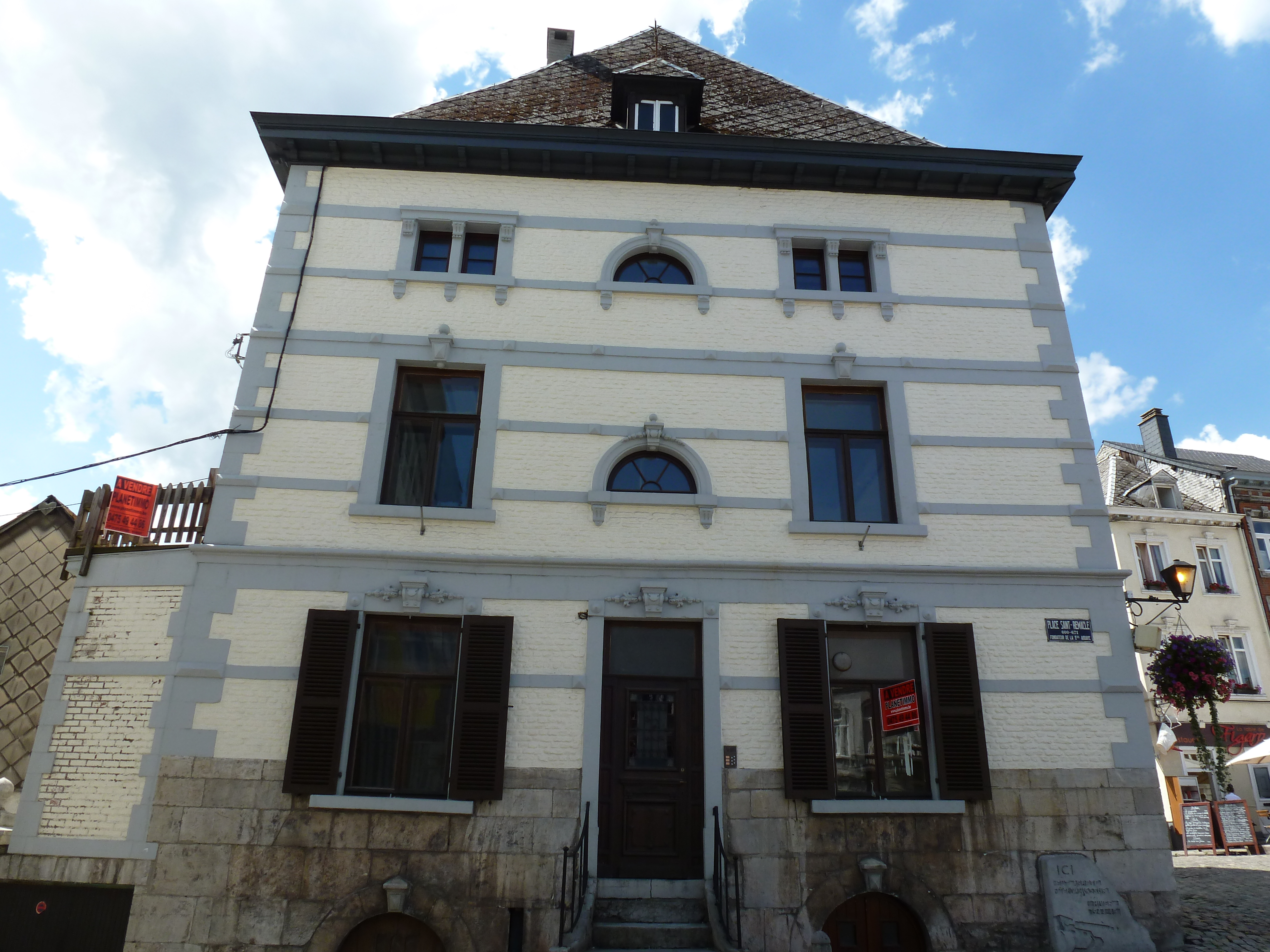
Maison Jaspar de Susleau